# Szabó Mónika
Szabó Mónika (Pécs, 1975. december 24. –) magyar karmester.

## Kezdeti évei, tanulmányai
Gyermekkorát Mohácson töltötte. Már 6 évesen zongorázott a Mohácsi Zeneiskolában, ahol, idővel, szolfézst és zeneszerzést is tanult.
Középiskolai tanulmányait 1990 és 1994 között a budapesti Baár–Madas Református Gimnáziumban végezte. Az érettségit követően 1998-ban az ELTE Tanárképző Főiskolai Karán ének-zene, karvezetés szakon végzett, majd ezt követően felvételt nyert Bécsbe az Universität für Musik und darstellende Kunst Wien (Bécsi Zene- és Előadóművészeti Egyetem / University of Music and Performing Arts, Vienna)  karmester szakára, ahol Uroš Lajovic növendékeként végzett 2003-ban. Diplomakoncertjén Kodály Zoltán Felszállott a páva című variációs zenekari művét vezényelte az ORF-ben a bécsi Rádiózenekar közreműködésével.
Abszolutóriumát 2016-ban a Színház- és Filmművészeti Egyetem Doktori Iskolájában szerezte meg.

## Életpályája

### Oktatói tevékenysége
Szabó Mónika, a Színház- és Filmművészeti Egyetem (SZFE) zenei tanszékén óraadó korrepetitorként kezdte meg a tanítást 2002-ben. 2005-től főállású egyetemi tanársegédként korrepetitori, kórusvezetői és zenei vezetői feladatokat látott el. 2018 óta óraadóként folytatja az egyetemi oktatást az SZFE-n.
Az egyetemi tanítás mellett 2008-ban és 2009-ben a Nemzeti Színház stúdiójában oktatott. 2017-től a Pesti Broadway Stúdiójában tanít kóruséneklést.

### Karmesteri karrierje
Budapesten, karmesterként, a Vígszínházban, 2002-ben mutatkozott be először, majd 2008 és 2010 között Kaposvárott, a Csiky Gergely Színházban volt nagysikerű musicalek dirigense. Kaposvári munkája mellett a tatabányai Jászai Mari Színházban és a Miskolci Nemzeti Színházban is dolgozott zenei vezetőként, csakúgy, mint fővárosi színházakban.
2011-ben debütált karmesterként a Budapesti Operettszínházban Johann Strauss Egy éj Velencében című operettjével. Azóta a teátrum karmestere, számos operettet és musicalt vezényelt. Szabó 2018-tól főállásban végzi az Operettszínház karigazgatói munkáját, és evvel a teátrum mindkét énekes szektorának, az operettkórusnak és a musical ensemble-nak is zenei vezetője a társulatnál. Az SZFE-n az egyetemi oktatást nem adta fel karigazgatói főállása mellett sem.

### Színházon kívüli művészeti tevékenységei
2014-ben az első magyar komolyzenei televíziós tehetségkutató műsorban, a Virtuózokban Szabó Mónika karmesterként részt vett.
A Budavári Palotakoncerten 2015-ben, 2017-ben és 2018-ban dirigált Makláry László mellett.
Kórusénekesi pályafutását meghatározta, hogy 1997-től, 15 éven keresztül, az Ars Nova Énekegyüttes tagja volt, mely énekegyüttes számos nemzetközi és hazai versenyen ért el előkelő helyezést, számos alkalommal elnyerte e zenei vetélkedések fő-, Grand Prix-díját. (Athén 1990, Ankara 1996, Budapest 1997, Tours 1997, Zwickau 1998, Maribor 1998, Budapest 1999, Helsingborg 2004, Rodosz 2005). 2008-ban a Grazban megrendezett 5. Kórusolimpián két aranyéremmel és olimpiai bajnoki trófeával tértek haza. Az énekegyüttessel bejárta Európát, koncertezett Amerikában, és Kínában is több alkalommal.
2005-től a Pesterzsébet Központi Református Gyülekezet főkántora és a gyülekezeti kórus segédkarnagya.

## Családja
Férje Szakács Domonkos, klarinétművész, egy gyermekük van.

## Fontosabb munkái

### Budapesti Operettszínház
- 2018 István, a király – karmester
- 2017 Luxemburg grófja – karmester
- 2016 Isten pénze – karmester
- 2015 Mágnás Miska – karmester
- 2015 Én és a kisöcsém – karmester
- 2014 Abigél – karmester
- 2014 A cirkuszhercegnő – karmester
- 2011 Cigányszerelem – karmester
- 2011 Egy éj Velencében – avagy a Golyók háborúja – karmester

### Színház és Filmművészeti Egyetem
- 2014 A bunda – zenei rendező
- 2008 Koldusopera – zenei vezető
- 2007 Varázsfuvola – karmester
- 2006 Csak egy kis musical – West Side Story – karmester

### Vígszínház
- 2014 Hegedűs a háztetőn – karmester
- 2010 Túl a Maszat-hegyen – karmester
- 2002 Egy csók és más semmi – karmester

### Kaposvári Csiky Gergely Színház
- 2010 West Side Story – karmester
- 2010 A padlás – karmester
- 2008 Oliver! – karmester

### Nemzeti Színház
- 2004 Czillei és a Hunyadiak – zenei irányító
- 2007 Tovább is van… – zenei vezető

### Tatabányai Jászai Mari Színház
- 2010 Háló nélkül – zenei vezető
- 2009 A kaukázusi krétakör – zenei vezető

### Miskolci Nemzeti Színház
- 2012 Én és a kisöcsém – karmester

### Szombathely
- 2014 Rómeó és Júlia – karmester

### Gózon Gyula Színház
- 2009 A makrancos hölgy – zenei vezető
- 2007 A szabin nők elrablása – zenei vezető
- 2005 Kurázsi mama – zenei vezető

### Pedagógus Színház
- 2010 Csíksomlyói passió – zenei vezető